# Winter World University Games 2025/Ski-Orientierungslauf
Bei den Winter World University Games 2025 wurden drei Wettkämpfe im Ski-Orientierungslauf ausgetragen.

## Bilanz

### Medaillenspiegel
| Platz  | Land       | 00 | 00 | 00 | Gesamt |
| ------ | ---------- | -- | -- | -- | ------ |
| 1      | Finnland   | 2  | –  | –  | 2      |
| 2      | Norwegen   | 1  | 1  | –  | 2      |
| 3      | Schweden   | –  | 2  | –  | 2      |
| 4      | Schweiz    | –  | –  | 2  | 2      |
| 5      | Tschechien | –  | –  | 1  | 1      |
| Gesamt | Gesamt     | 3  | 3  | 3  | 9      |

### Medaillengewinner
| Disziplin     | Gold                                      | Silber                            | Bronze                                  |
| ------------- | ----------------------------------------- | --------------------------------- | --------------------------------------- |
| Sprint Männer | Teodor Mo Hjelseth                        | Jonatan Ståhl                     | Josef Nagy                              |
| Sprint Frauen | Amanda Yli-Futka                          | Idunn Strand                      | Delia Giezendanner                      |
| Mixed-Staffel | Finnland 1Amanda Yli-Futka Niklas Ekström | Schweden 1Anna Aasa Jonatan Ståhl | Schweiz 1Delia Giezendanner Corsin Boos |